# Gare Praça XV
La gare Praça XV (en portugais : Estação Praça XV) est un terminal maritime de ferry situé dans le quartier Centro à Rio de Janeiro, au Brésil. Elle a été construite entre 1904 et 1912, et est située sur la Praça XV de Novembro.

## Destinations
Les itinéraires desservis par la gare maritime incluent Niterói, Paquetá, Cocotá et Charitas'.
Cet endroit est également desservi par le tramway de Rio de Janeiro.